# Mafia (álbum de Azrael)
Mafia es el tercer disco de estudio del grupo de heavy metal español Azrael, lanzado al mercado en el año 2000 por Locomotive Music. Este disco supuso un gran avance musical en la banda, con un sonido mucho más maduro y potente.

## Contenido del disco
- Vuela
- Tarde ya
- Mafia
- Volver a nacer
- Jehová
- No muerto
- Alas de cristal
- Saca la cabeza
- Atrapado
- Vendiste tu propia vida
- El inexpugnable ocaso del laberinto de la razón

- Datos: Q14164941